# Celles-sur-Plaine
Celles-sur-Plaine là một xã, nằm ở tỉnh Vosges trong vùng Grand Est của Pháp. Xã này có diện tích 20,09 kilômét vuông, dân số năm 1999 là 840 người. Xã này nằm ở khu vực có độ cao trung bình 320 m trên mực nước biển.

## Biến động dân số
| 1962                                         | 1968 | 1975 | 1982 | 1990 | 1999 |
| -------------------------------------------- | ---- | ---- | ---- | ---- | ---- |
| 900                                          | 961  | 1030 | 934  | 843  | 840  |
| Số liệu từ năm 1962: Dân số không tính trùng |      |      |      |      |      |